# Kościół św. Wawrzyńca w Pniewach
Kościół Świętego Wawrzyńca w Pniewach – jeden z dwóch kościołów rzymskokatolickich w mieście Pniewy przy ulicy Jeziornej. Należy do dekanatu pniewskiego.

## Architektura
Świątynia późnogotycka z 2. połowy XV wieku, restaurowana po pożarach w 1635 i 1772 roku. Na przełomie XVI i XVII wieku dobudowano kruchtę z późnorenesansowym szczytem. Budowla o trzech nawach o charakterze pseudobazylikowym. 

## Wystrój i wyposażenie

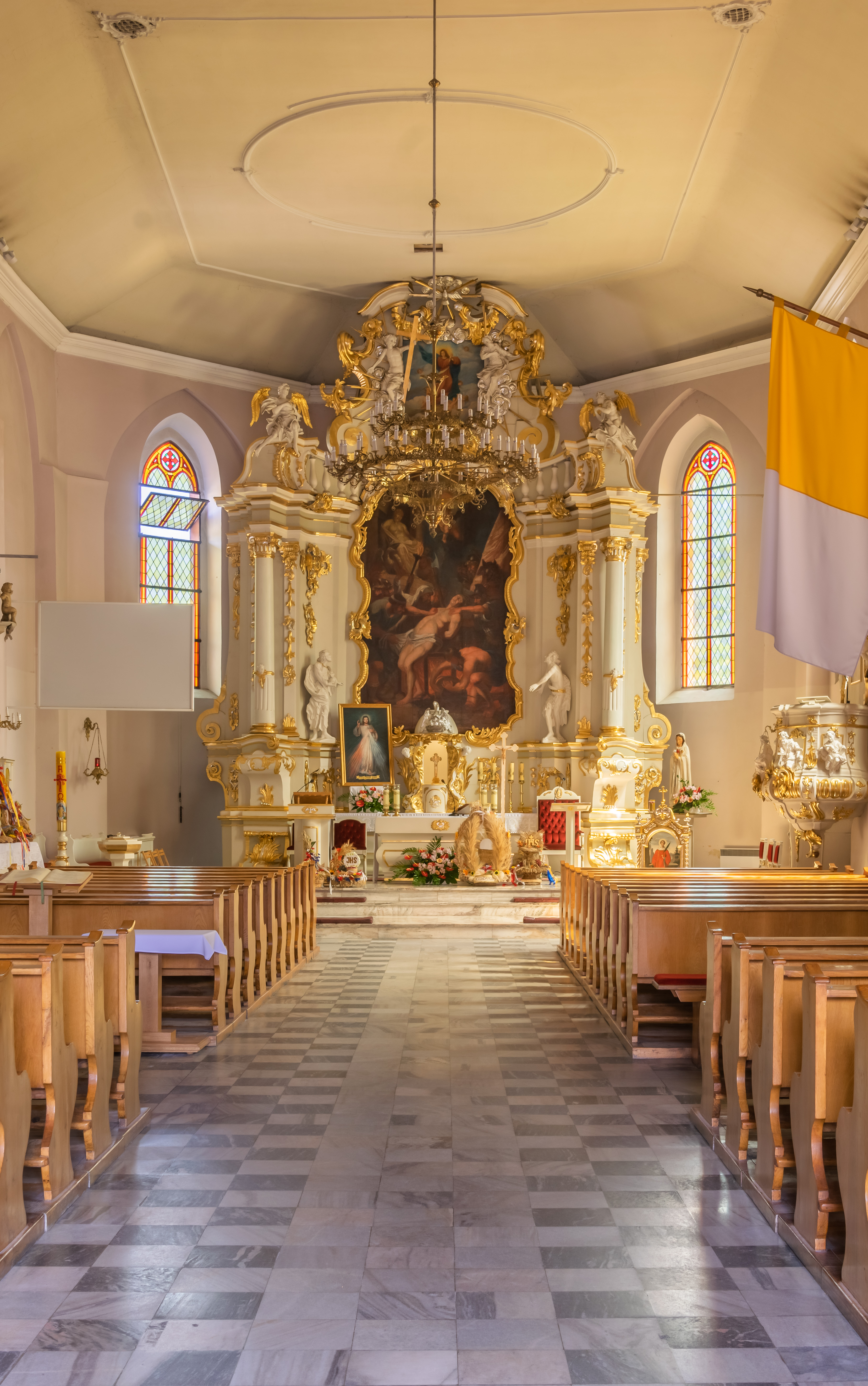
Wnętrze świątyni

Wyposażenie wnętrza głównie barokowe i rokokowe. 
- W ołtarzu głównym obraz z XVIII stulecia „Męczeństwo św. Wawrzyńca” według Petera Paula Rubensa;
- kielich renesansowy z 1664 roku[2].